# Luke Gallows
Andrew William Hankinson (Cumberland, Maryland, 22 de diciembre de 1983) es un luchador profesional estadounidense. Es conocido por haber trabajado para la empresa WWE, donde se presentó bajo el nombre de Luke Gallows.
Entre sus logros, todos obtenidos con su compañero Karl Anderson, destaca dos reinados como Campeón en Parejas de Raw, uno como Campeón Mundial en Parejas de Impact, y tres como Campeón en Parejas IWGP.

## Carrera

### Inicios
Hankinson comenzó su carrera en Pensilvania, en la World Star Wrestling Federation (AWA/World Star Wrestling), la Summit Wrestling Association del sur de Pensilvania y en la National Wrestling League del estado de Maryland, luchando bajo el nombre de Dorian Deville.

### World Wrestling Entertainment (2005-2010)

#### Deep South Wrestling (2005-2006)
En abril de 2005, la World Wrestling Entertainment lo contrató, para enviarlo a la Deep South Wrestling (DSW), donde debutó bajo el nombre de Deacon Deville, antes de cambiarlo a Freakin' Deacon. Su gimmick era el de un trastornado individuo vestido con jirones y con la cara pintada de negro que entraba acompañado por una araña mascota llamada Willow, con quien frecuentemente hablaba, en una caja. Debutando como heel, Deacon tuvo un gran número de victorias, formaron una alianza con Dalip Singh y su mánager Palmer Cannon; sin embargo, tras un tiempo fue traicionado por estos. Posteriormente formó equipo con Bill DeMott, entrando en un feudo con Gymini (Jake & Jesse), pero Deacon traicionó a su compañero poco más tarde. Tras ello, Quintin Michaels dijo haber secuestrado a la araña de Deacon, obligándole a traicionar a DeMott, aunque poco después Deacon volvió a recuperarla. Tras ello, Hankinson dejó la DSW.

#### 2006-2007
Debutó en la WWE como Masked Kane o Imposter Kane donde fue el causante de las voces que decían "19 de Mayo" las cuales enloquecian a Kane fecha donde murieron sus familias, El 29 de mayo, Kane estaba cerca de vencer a Shelton Benjamin por el WWE Intercontinental Championship, Kane ganó por descalificación cuando Masked Kane(Hankinson) interrumpió el combate y atacó el Kane original. El Masked Kane, en adelante conocido como Imposter Kane, parecía y actuaba exactamente igual que el original Kane hizo cuando debutó en la programación de la WWF. Como resultado, Imposter Kane repetidamente atacaría el verdadero Kane en backstage, durante o después de sus combates, Kane reveló que conocía la identidad de Masked Kane. Finalmente se enfrentaron en WWE Vengeance. Donde, Hankinson ganó el combate con un Chokeslam seguido de un Last Ride. Días después, Kane atacó al Imposter Kane, quitándole la máscara diciendo I think this is mine (Creo que esto es mío) arrojándolo fuera del edificio.
Luego de eso, Hankinson regresó a la Deep South Wrestling, además de aparecer en SmackDown!, en combates no transmitidos, bajo el nombre de Freakin' Deacon. En DSW, Deacon formó una relación con The Bag Lady, la cual sirvió como su valet por un tiempo. A inicios de 2007, Deacon se convirtió en el guardaespaldas de The Major Brothers (Brett & Brian); durante un combate entre estos y Urban Assault (Eric Pérez & Sonny Siaki), Deacon entró en una confrontación con G-Rilla, el guardaespaldas de Pérez y Siaki, pero le acabó ayudando cuando fue traicionado por su equipo. Tras ello, Deacon & G-Rilla formaron un equipo, consiguiendo varias victorias y entrando en un feudo con los Campeones por Parejas Team Elite (Mike Knox & Derrick Neikirk), llegando a derrotarles en un combate no titular. Sin embargo, después de una derrota de G-Rilla contra Mike Knox, Freakin' Deacon fue duramente golpeado con sillas por Knox y Neikirk y enviado al hospital. Allí, G-Rilla se sentó accidentalmente sobre Willow, la araña mascota de Deacon, cuya muerte causó en su dueño una crisis psicótica. Tras ello, DSW cerró y Deacon dejó la empresa.

#### 2007-2009

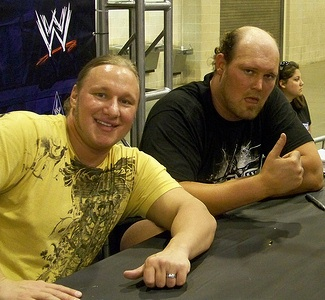
Jesse & Festus en el WrestleMania XXIV Fan Axxess.

En la edición del 11 de mayo de SmackDown!, videos salieron promocionando el debut de Hankinson bajo el nombre de Festus Dalton, como parte de un equipo que conformaba con Jesse Dalton. Sin embargo, el 2 de junio, la WWE reportó que dejaría a los "Dalton Boys", porque (en kayfabe) se habían perdido en el camino a SmackDown!. Hankinson y Gordy fueron enviados de vuelta a Ohio Valley Wrestling (OVW), en donde Hankinson cambió su nombre a Justice Dalton. Esa fue la segunda vez que Hankinson fue eliminado del plantel principal.
Hankinson fue llamado de nuevo Festus mientras que Gordy mantuvo su nombre, y el 9 de junio de 2007 en Smackdown una viñeta mostrando a Jesse y Festus fue emitida. El 7 de septiembre otra viñeta, pero esta vez en el ring, anunció su debut. Este fue el 5 de octubre, en un combate donde se mostró un gimmick de retrasado mental que, normalmente dócil y pasivo, cuando sonaba la campana se volvía un luchador agresivo y brutal, y al volverla a oír volvía a su aspecto normal. El 21 de diciembre de 2007 de Smackdown Festus ganó su primer combate individual contra Deuce en un combate en el que ambos vestían trajes de Papá Noel, aunque sufrió una pequeña lesión.
En la edición del 25 de enero Jesse explicó la inactividad de Festus, diciendo que había ido a los mejores psiquiatras del mundo para resolver su "problema". Festus fue introducido con una bolsa de papel en la cabeza, retirándola Jesse para mostrar su habitual rostro pasivo y tranquilo; sin embargo, cuando la campana sonó volvió a ser el luchador desquiciado de siempre, e incluso peor que antes. En otra ocasión, Jesse explicó que la campana era la clave de los cambios de personalidad de Festus. El 21 de marzo de 2008 perdieron un combate por los WWE Tag Team Championship contra John Morrison & The Miz. Festus recibiría su primera derrota individual en un combate contra The Undertaker el 11 de abril después de rendirse ante su sumisión "Hell's Gate".
En The Great American Bash, Hawkins y Ryder consiguieron el Campeonato en Parejas de la WWE al derrotar a John Morrison & The Miz, Finlay & Hornswoggle y Jesse & Festus. En Unforgiven no logró clasificarse para participar por el título de la WWE. En SmackDown perdió una lucha contra Big Show y no clasificó a la Elimination Chamber de No Way Out, luego perdieron, el y Jesse en una Handicap Match, otra vez contra Big Show.
El 15 de abril de 2009, fue enviado a la marca RAW por el draft suplementrario.

#### 2009-2010

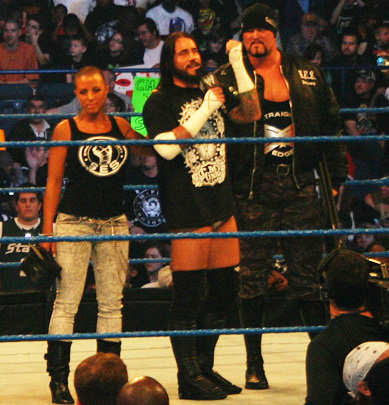
Luke Gallows junto a CM Punk y a Serena

Tras tres meses de inactividad, reapareció en SmackDown! junto a CM Punk bajo el nombre de Luke Gallows el 27 de noviembre de 2009. Llevándolo al ring de forma similar al de Jesse, Punk lo presentó como su guardaespaldas, diciendo que Festus se hallaba en su estado anterior debido a un problema de medicación por culpa de su familia, pero que ya estaba curado gracias a él. Gallows, convertido en heel, comenzó a acompañar a Punk al ring, ayudándolo y atacando a sus oponentes durante los combates. Compitiendo en combates por parejas, Punk y Gallows fueron llamados "Straight Edge Society", un equipo heel al que se uniría la reformada Serena como valet, así como un misteriso enmascarado cuyo nombre no fue revelado.

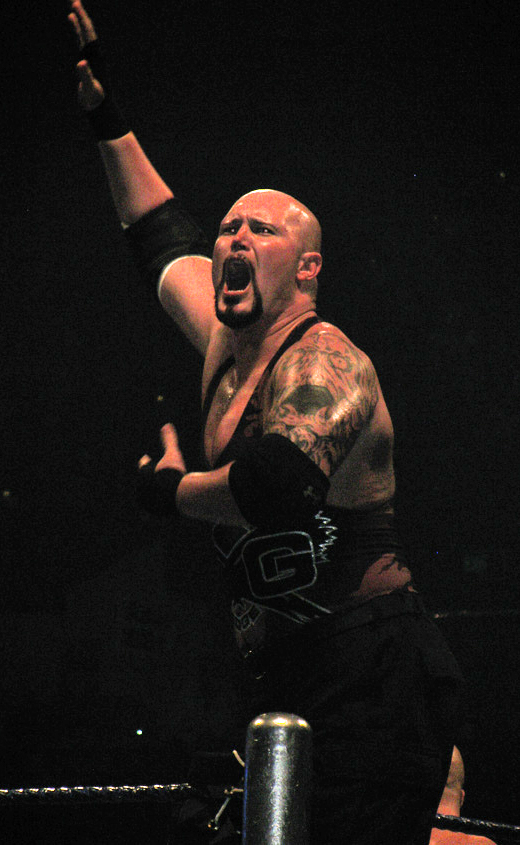
Gallows En agosto de 2009

El 8 de febrero de 2010 luchó junto con CM Punk contra D-Generation X (Triple H & Shawn Michaels) y The Big Show & The Miz en una lucha por el Campeonato Unificado en Parejas de la WWE, siendo Show & Miz los ganadores. Participó también en la Battle Royal de 26 hombres en Wrestlemania XXVI pero no logró ganar, siendo el ganador Yoshi Tatsu. Bajo las acusaciones de Kane de haber sido Punk quien atacase a Undertaker, mostraron un vídeo donde Punk encontraba a Serena bebiendo en un bar a la hora de la agresión de Undertaker, demostrando así su inocencia; sin embargo, esto ocasionó que Serena fuese expulsada de la Straight Edge Society. No obstante, al cabo de una semana Serena fue readmitida, aunque Gallows no lo aprobó. Tras eso, el grupo entró un feudo con Big Show, el cual desenmascaró el miembro misterioso de Straigh Edge Society, resultando ser Joey Mercury. Se enfrentaron ante The Big Show en Summerslam en un 3 contra 1, ganando Show. Fue atacado por Punk el 3 de septiembre al perder contra The Big Show. Después se volvió face, luchando contra Punk en SmackDown!, perdiendo Gallows. El 19 de noviembre de 2010 fue despedido de la WWE.

### Circuito independiente (2010-2013)
Después de ser despedido, Hankinson empezó a aceptar luchas en el circuito independiente. El 3 de diciembre peleó en el Inoki Genome Federation bajo el nombre de Keith Hanson, derrotando a The Predator. También debutó oficialmente en la World Wrestling Council el 21 de enero del 2011. Aparte, ganó el Campeonato de la NCW al derrotar a Jesse Neal el 24 de diciembre, pero lo perdió ante Sean Waltman el 18 de enero. También perdió ante Tommy Dreamer en un Hardcore match el 29 de enero. El 4 de febrero, hizo su debut en el proyecto de la TNA en India, Ring Ka King, luchando junto a Broadway & Hollywood contra Zema Ion, Jimmy Rave y Roscoe Jackson, siendo derrotados.

### Total Nonstop Action Wrestling (2012-2013)

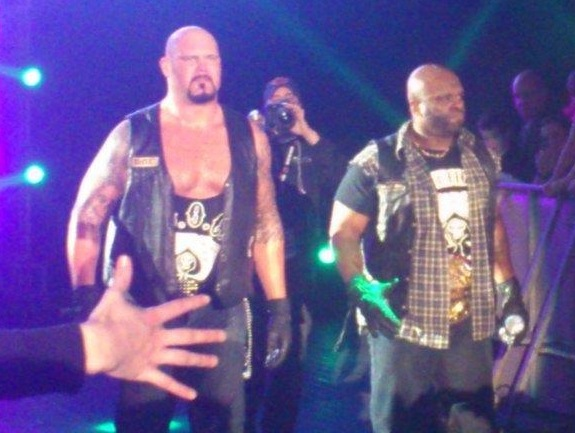
Hankinson como DOC junto a Devon cuando formaron el stable Aces & Eights en TNA.

El 14 de junio de 2011, participó en una lucha de prueba para la Total Nonstop Action Wrestling (TNA), siendo derrotado por Gunner. En diciembre de 2011, se unió al proyecto de TNA en India, Ring Ka King, bajo el nombre de "The Outlaw" Isaiah Cash. El 21 de junio de 2012, tuvo otro combate de prueba con la TNA.
En septiembre de 2012, empezó a trabajar en TNA como un miembro enmascarado del stable Aces & Eights. El 4 de septiembre, anunció por su Twitter que había firmado un contrato con la empresa. Hankinson fue desenmascarado el 1 de noviembre por Joseph Parks en Impact Wrestling, revelándose como un miembro del stable. La semana siguiente fue revelado como DOC (abreviatura de Director of Chaos). En ese mismo programa, se enfrentó junto a Devon a Kurt Angle & Sting, perdiendo por descalificación cuando el resto de Aces & Eights interfirieron. Tras el combate, DOC le aplicó a Sting una "Chokeslam" contra una mesa y le golpeó con un martillo sacándolo de circulación. En Turning Point derrotó a Joseph Park, luego de la lucha continuó golpeando a Park pero Bully Ray salió para salvarle. En Final Resolution formó parte del equipo de Aces & Eights que fue derrotado por Kurt Angle, Samoa Joe, Garett Bischoff y Wes Brisco.
El 3 de enero de 2013, Sting hizo su regreso de la lesión, enfrentándose al stable. Debido a que DOC fue quien le lesionó, ambos se enfrentaron en Genesis, siendo derrotado. El 16 de julio anunció por Twitter que el 12 de ese mes había terminado su contrato y no le habían renovado, yéndose de la empresa.

### New Japan Pro-Wrestling (2013-2016)

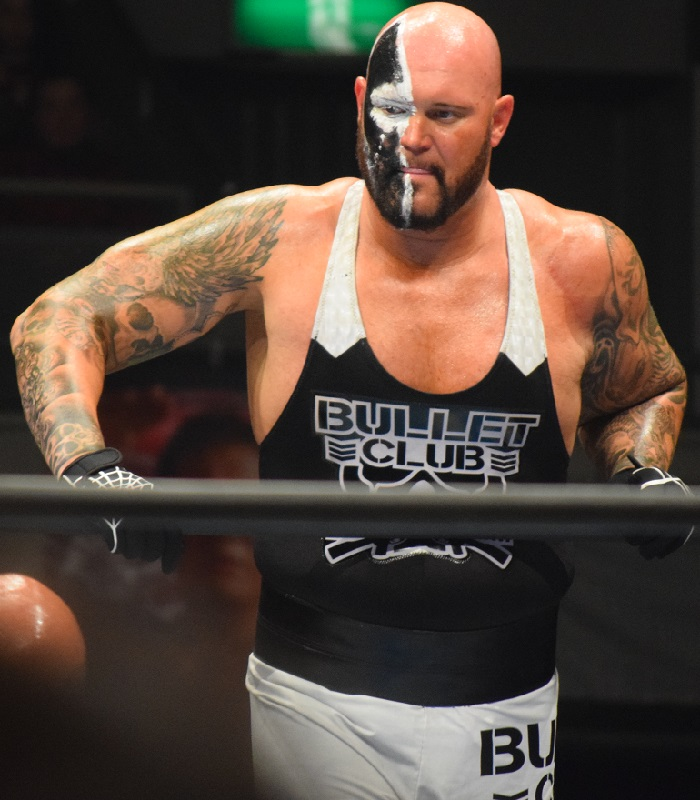
Gallows como parte del Bullet Club en 2016.

El 11 de noviembre de 2013, la empresa japonesa New Japan Pro-Wrestling anunció que Hankinson, bajo el nombre de Doc Gallows, participaría en el torneo 2013 World Tag League junto a Karl Anderson como parte del Bullet Club. Gallows debutó en la empresa el 23 de noviembre, donde él y Anderson derrotaron a Bushi & Kota Ibushi en un combate fuera del torneo. En su bloque del torneo, que due del 24 de noviembre al 7 de diciembre, terminaron con un récord de cuatro victorias y dos derrotas, avanzando a las semifinales. El 8 de diciembre, derrotaron a G.B.H. (Togi Makabe & Tomoaki Honma) en las semifinales y a Ten-Koji (Hiroyoshi Tenzan and Satoshi Kojima) en la final, ganando el torneo y consiguiendo una oportunidad por el IWGP Tag Team Championship. El 4 de enero de 2014, en Wrestle Kingdom 8, él y Anderson derrotaron a K.E.S. (Davey Boy Smith, Jr. and Lance Archer) para ganar el Campeonato en Parejas de la IWGP.
Tuvieron su primera defensa el 9 de febrero en The New Beginning in Hiroshima, derrotando a K.E.S. en la revancha. Su segunda defensa tuvo lugar el 6 de abril en Invasion Attack, derrotando a Hirooki Goto and Katsuyori Shibata. La tercera fue siete días después, durante la gira de la empresa por Taiwán, derrotando a Hirooki Goto and Captain Taiwan. El 17 de mayo, viajaron a EE. UU., participando en un evento conjunto de la NJPW y ROH War of the Worlds, reteniendo los títulos ante The Briscoe Brothers (Jay and Mark). El21 de junio en Dominion 6.21 defendieron el título por quinta vez ante Ace to King (Hiroshi Tanahashi and Togi Makabe). Del 21 de julio al 8 de agosto, Gallows participó en el torneo 2014 G1 Climax, donde terminó el noveno de su bloque tras tener cuatro victorias y seis derrotas. El 21 de septiembre de 2014 en Destruction in Kobe, retuvieron el título en su sexta defensa ante Kazuchika Okada and Yoshi-Hashi.

### WWE (2016-2020)

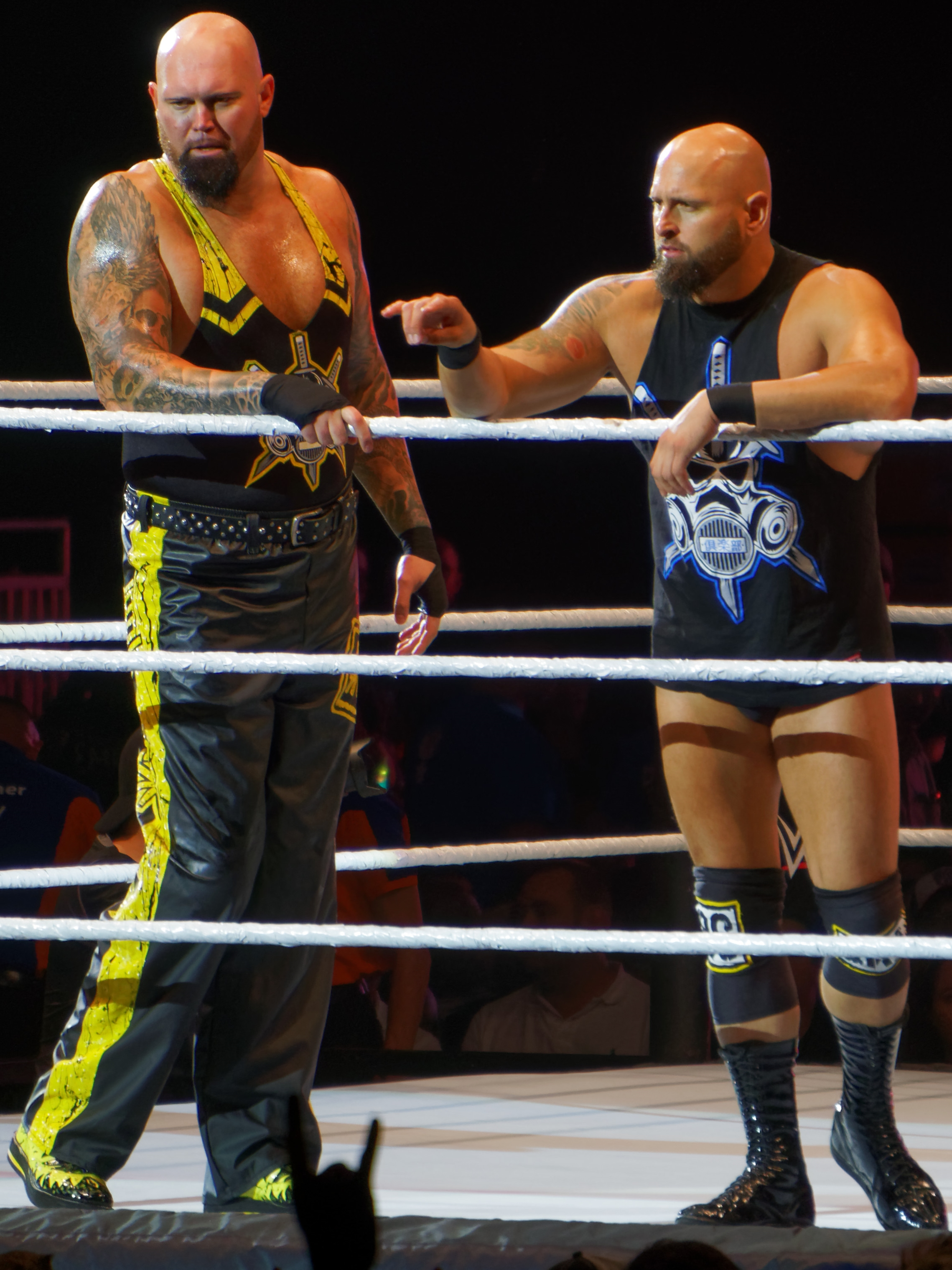
Gallows y Anderson en septiembre de 2016

El 11 de abril de 2016 en Raw, Hankinson hizo su regreso como Luke Gallows atacando junto a Karl Anderson a The Usos, después de que éstos vencieran a The Social Outcasts, estableciéndose como heel. El 18 de abril en Raw, saludó a su viejo compañero y amigo AJ Styles. Esa misma noche, atacó junto a Anderson a Roman Reigns, cambiando ligeramente a tweener. El 25 de abril en Raw, hizo su debut junto con Karl Anderson en una lucha contra The Usos, donde salieron victoriosos. Tras la lucha, atacaron a The Usos pero Reigns saliò en su defensa, atacando a los debutantes. Esa misma noche, nuevamente atacaron a Reigns pero AJ Styles salió para calmarlos. En el episodio del 30 de mayo de Raw , Styles se enfrentaría a un John Cena que regresaba, quien decía que la "nueva era" tendría que pasar por él, antes de ofrecerle su mano a Styles. Styles le estrechó la mano, poco antes de que Gallows y Anderson interrumpieran. Cuando Styles y Cena parecían listos para luchar contra Gallows y Anderson, Styles en cambio derrotó a Cena repetidamente, reuniendo al club. 
El 19 de julio, como parte del draft de la WWE , tanto Gallows como Karl Anderson fueron reclutados para Raw , mientras que AJ Styles fue reclutado para SmackDown, dividiendo el club. El 24 de julio en Battleground , The Club luchó juntos por última vez, en una derrota ante Cena, Enzo y Cass . Gallows y Anderson luego sacaron a Styles del grupo y reanudaron la pelea con The New Day , lo que condujo a un combate de SummerSlam por el Campeonato de Parejas de la WWE , que ganaron por descalificación debido al invitado del programa Jon Stewart y un Big E que regresaba. involucrado. En Choque de campeones , Gallows y Anderson no pudieron ganar los títulos. En noviembre, Gallows y Anderson fueron anunciados como parte del Team Raw para el combate eliminatorio en parejas de Survivor Series 10 contra 10 en Survivor Series , que ganaron. En el episodio del 18 de enero de 2017 de Raw , Gallows y Anderson parecieron derrotar a Cesaro y Sheamus por el Campeonato de Parejas de Raw; sin embargo, debido a que Sheamus golpeó al árbitro, la decisión fue revertida a una descalificación, lo que los llevó a ganar el partido pero no el título. El 29 de enero en el PPV Royal Rumble ganaron los Campeonatos en Parejas de Raw junto a su compañero de equipo Karl Anderson derrotando a los entonces campeones Sheamus & Cesaro. En Fastlane "Luke Gallows & Karl Anderson" retuvieron los Campeonatos en Parejas de Raw ante Enzo Amore & Big Cass, Anderson cubrió a Amore después de un «Running Knee» entre las cuerdas.
Perdieron el título al regresar a The Hardy Boyz en WrestleMania 33 en un fatal combate de escalera por equipos a cuatro bandas. En el show de inicio de Payback el 30 de abril, Gallows y Anderson perdieron ante Enzo y Cass . Durante el resto de 2017, Gallows y Anderson estuvieron en su mayoría fuera de la televisión, solo aparecieron esporádicamente en Raw y fueron relegados principalmente al Evento Principal. En Raw , el 1 de enero de 2018, el dúo cambió su rostro al aparecer como los socios sorpresa del excompañero de Bullet Club, Finn Bálor . Después de una breve pelea, perdieron ante The Revival en el pre-show de Royal Rumble. En WrestleMania 34 el 8 de abril, Anderson y Gallows compitieron en el André the Giant Memorial Battle Royal, pero no ganaron. El 17 de abril, Gallows y Anderson fueron reclutados para SmackDown como parte de Superstar Shake-up. En el episodio del 22 de mayo de SmackDown, Gallows y Anderson derrotaron a The Usos para convertirse en los contendientes número uno por el Campeonato de Parejas de SmackDown , pero no pudieron ganar el título de The Bludgeon Brothers en el pre-show de Money in the Bank y también perdieron una revancha en el episodio del 19 de junio de SmackDown. En WrestleMania 35 en abril de 2019, Anderson y Gallows lucharon en su segundo André the Giant Memorial Battle Royal, pero nuevamente no ganaron. 

### The OC
En el episodio del 29 de abril de Raw, Gallows y Anderson regresaron a la marca Raw, perdiendo ante The Usos. A partir de ese partido, no habían ganado un partido en televisión desde que derrotaron a The Usos en mayo de 2018. En julio de 2019, se informó que Gallows y Anderson habían vuelto a firmar con WWE contratos de cinco años. Después de perder un partido por el campeonato de Estados Unidos ante Ricochet , Gallows y Anderson ayudaron a Styles a atacar a Ricochet, y reunieron al Club como talones. En el episodio del 22 de julio de Raw, The Club pasó a llamarse The OC, que significa "Club original". En el episodio del 29 de julio de Raw, Gallows y Anderson se convirtieron en dos veces Campeones de Parejas de Raw al derrotar a The Revival y The Usos en una lucha por equipos de triple amenaza. Mantuvieron los títulos durante apenas tres semanas antes de perderlos ante Seth Rollins y Braun Strowman. En Crown Jewel, Gallows y Anderson derrotaron a otros ocho equipos para ganar la Copa Mundial de Parejas de la WWE. Gallows compitió en el Royal Rumble de hombres en el PPV homónimo, ingresando en el puesto 24 antes de ser eliminado por Edge. Él y Anderson aparecieron en WrestleMania 36 durante el combate Boneyard de Styles contra The Undertaker. El 15 de abril de 2020, Gallows y Anderson fueron liberados de sus contratos de la WWE.

### Regreso a Impact Wrestling (2020-2022)
El 18 de julio de 2020, Gallows y Anderson anunciaron que ambos habían firmado con Impact Wrestling y aparecerían en Slammiversary. En el evento, Gallows (volviendo a su Doc Gallows en el nombre del ring) y Anderson, ahora conocido como The Good Brothers, aparecieron al final del programa ayudando a Eddie Edwards a defenderse de Ace Austin y Madman Fulton antes de celebrar con Edwards. estableciéndose como favoritos de los fanáticos en el proceso. En Bound for Glory , Gallows y Anderson compitieron en una lucha por equipos de cuatro vías por el Campeonato Mundial de Parejas de Impacto que fue ganado por The North . ATurning Point (2020) , Gallows y Anderson derrotaron a The North para ganar el Impact World Tag Team Championship por primera vez. En el episodio del 16 de diciembre de Impact Wrestling, Anderson inmovilizó a Chris Sabin haciendo rodar a Sabin mientras tiraba de los pantalones cortos de Sabin para apalancar. Cuando el campeón mundial de Impact Rich Swann se enfrentó a Anderson al respecto, Anderson lo atacó, volviéndose heel en el proceso. Sabin y Alex Shelley luego atacaron a Anderson, pero Gallows regresó de una lesión y pateó a Shelley en la cabeza, girando el talón también. Anderson, Gallows y Kenny Omega presentaron a Swann y el MCMG y luego reunieron a Bullet Club.
El 19 de febrero de 2022, en No Surrender, The Good Brothers se reincorporó al Bullet Club.

### All Elite Wrestling (2021)
Gallows con Anderson como The Good Brothers hizo su debut en AEW al final de AEW Dynamite New Year's Smash Night 1 , salvando a Kenny Omega de Jon Moxley y haciendo el gesto de la mano "Too Sweet" junto con Omega y The Young Bucks. Gallows y Anderson están haciendo apariciones en AEW, debido a una relación de trabajo cruzada con Impact Wrestling.

### Regreso a New Japan Pro-Wrestling (2021-2023)
En junio de 2021, se anunció que Gallows junto con Anderson regresarían a New Japan Pro Wrestling por primera vez desde principios de 2016 como parte del programa NJPW Strong con sede en Estados Unidos y competirían en su torneo Tag Team Turbulence.

### Regreso a WWE (2022-2025)
En el episodio del 10 de octubre de 2022 de Raw, Gallows y Anderson hicieron su regreso no anunciado a la WWE para reunirse con AJ Styles en su enemistad con The Judgement Day.
En el SmackDown WrestleMania Edition, participó en el André the Giant Memorial Battle Royal, sin embargo fue eliminado por Otis.
El 8 de febrero de 2025, Gallows fue liberado de su contrato por WWE.

## Campeonatos y logros
- American Pro Wrestling Alliance
  - APWA World Tag Team Championship (1 vez) – con Knux[55]

- Impact Wrestling
  - Impact World Tag Team Championship (3 veces) – con Karl Anderson
  - IMPACT Year End Awards (2 veces)
    - Finishing Move of the Year (2020) con Karl Anderson Magic Killer[56]
    - Moment of the Year (2020) – debuting on Impact at Slammiversary, shared with the other returns and debuts that night[57]

- National Wrestling League
  - NWL Super Heavyweight Championship (1 vez)[58]

- New Japan Pro-Wrestling
  - IWGP Tag Team Championship (3 veces) – con Karl Anderson[33]
  - World Tag League (2013) – con Karl Anderson[32]
  - Ganadores del Tag Team Turbulence (2021) – con Karl Anderson

- Rampage Pro Wrestling
  - RPW Heavyweight Championship (1 vez)[59]

- River City Wrestling
  - RCW Tag Team Championship (1 vez) – con Knux[60]

- Vanguard Championship Wrestling
  - VCW Heavyweight Championship (1 vez)

- WWE
  - RAW Tag Team Championship (2 veces) - con Karl Anderson
  - WWE Tag Team World Cup (2019) - con Karl Anderson

- Pro Wrestling Illustrated
  - Situado en el Nº65 en los PWI 500 de 2016[61]

- Wrestling observer Newsletter
  - Worst Gimmick (2012, 2013) Aces & Eights[62][63]

- Wrestletalk
  - Quizzlemania Tag team champion